# Juan José Martínez Escalzo
Juan José Martínez Escalzo (Sesma, 18 de febrero de 1704-Segovia, 6 de diciembre de 1773) fue un religioso español que ocupó el cargo de obispo de Segovia.
Debió ser familia de Matías Escalzo Acedo (obispo de Astorga) y de José Escalzo Miguel (obispo de Cádiz), pues fueron naturales también de Sesma.
Nombrado para ocupar la diócesis de Segovia en 1765, consagró la catedral de Santa María en el año 1768, en la que dotó la capilla de San Jeroteo en 1773, donde fue enterrado a su muerte.
| Predecesor: Manuel Murillo Argáiz | Obispo de Segovia 1765-1773 | Sucesor: Alonso Marcos de Llanes Argüelles |